# تیم ملی والیبال مردان لتونی
تیم ملی والیبال مردان لتونی یک تیم والیبال متشکل از مردان والیبالیست کشور لتونی است که به نمایندگی از این کشور در میدان ها بین‌المللی حاضر می‌شود. رده‌بندی جهانی اف‌آی‌وی‌بی این تیم در ۲۲ ژوئیه سال ۲۰۱۳، ۵۹ بوده‌است.